# カネマン (YouTuber)
カネマン（1998年4月20日 - ）は、架空請求と闘うシリーズの動画が注目された日本のYouTuber。

## 略歴
- 1998年4月20日、埼玉県に生まれる。
- 2010年にYouTubeに動画投稿を開始。
- 2011年から2014年まで、YouTubeやニコニコ動画で活動するも、どちらも大成せず。
- 2015年、本格的にYouTubeに復帰。
- 2016年12月31日、メインおよびサブチャンネルがBANされる。
- 2017年、新チャンネル「カネマン / KANEMAN」を作り活動再開。
- 2019年、「らける」名義で歌い手グループ「ざくらす」に加入。2020年6月に同グループ脱退し活動停止。
- 2022年、YouTuberとして活動を再開。

### ニコニコ生放送主としての活動
2014年頃においてニコニコ生放送では、いわゆる「大手生主」との接点があるなど、若くして配信者としての道を歩きつつあった。一方で、ニコニコ生放送の投げ銭をメインとした活動に限界を感じ、2015年夏頃よりYouTubeに活動場所を移した。

### YouTuberとしての活動
2015年にYouTubeに戻ったカネマンは、偶然にもjiberg合同会社の代表である太田伊央と出会い、動画の企画内容や編集クオリティが上がった。太田伊央はカネマンTVの動画作品中では「お兄ちゃん」キャラを演じていたが、実際にはカネマンTVのプロデューサーであったことが、後のライブ配信で判明した。
「架空請求業社と闘うシリーズ」が人気を博し、2016年12月中旬にはチャンネル登録者数が28万人に迫る勢いだったが、2016年12月31日にYouTube運営にチャンネルBANを受けた。急遽サブチャンネルであったカネマンTV2をメインチャンネルとして活動を続けたが、そちらも翌2017年1月29日にBANされた。
2022年秋に活動を再開し、架空請求業者の動画は全てやらせであったことを認めた。さらに「ざくらす」時代に所属していた事務所と揉めてYouTuberを引退し、夜のお店で働いたことなどを明かした。
2022年以降も継続してYouTuberとして活動する意向を表明しているが、再生回数は数千回程度であり、YouTubeだけでは暮らしていけないため、バイトで生計を立てていると語っている。

## 出演歴
地上波テレビ番組
2017年
- エンタX（テレビ朝日）
  - 2017年10月19日「＃3　デカキン VSカネマン/The Mash VS 太田ひな」
  - 2018年3月28日 「#25　最終回SP！グランドチャンピオン大会決勝＆YouTuber総勢19名による予測不能バトル！」

ウェブメディア
2017年
- テレ東プラス（2017年10月18日）「ミュージシャン×YouTuberのガチバトル「エンタX」が早くも話題沸騰中！」

## 過去の所属事務所
- BitStar
- jiberg合同会社